# Élection présidentielle égyptienne de 2014
L'élection présidentielle égyptienne de 2014 est la troisième élection présidentielle de l'histoire de l'Égypte, après celle de 2005 et celle de 2012. Après le coup d'État du 3 juillet 2013 en Égypte et la destitution du président Mohamed Morsi un an seulement après le début de son mandat, le gouvernement intérimaire dirigé par Adli Mansour annonce que l'élection présidentielle aura lieu avant mi-juillet 2014, en même temps que les élections législatives. Elle est finalement annoncée pour les 26 et 27 mai puis prolongée jusqu'au 28 mai.
L'élection est remportée par Abdel Fattah al-Sissi (96,91 %), face à Hamdine Sabahi (3,09 %), avec un taux de participation de 47,5 %.

## Candidats
Seules deux candidatures ont pu être déposées : celles de l'ancien chef de l'armée et ministre de la Défense Abdel Fattah al-Sissi, annoncé comme le favori, et le candidat de gauche Hamdine Sabahi, déjà candidat en 2012.

## Sondages
| Source             | Date                   | Taille | Hamdine Sabahi | Abdel Fattah al-Sissi | aucun | écart |
| ------------------ | ---------------------- | ------ | -------------- | --------------------- | ----- | ----- |
| Source             | Date                   | Taille |                |                       | aucun | écart |
| Baseera,           | 27 février-4 mars 2014 | 2 062  | 1 %            | 51 %                  | 45 %  | 50 %  |
| Baseera,           | 24-26 mars 2014        | 2 034  | 1 %            | 39 %                  | 59 %  | 38 %  |
| Baseera            | 28 avril-2 mai 2014    | 2 005  | 2 %            | 72 %                  | 26 %  | 70 %  |
| Centre Ibn Khaldun | 2 mai 2014             | ?      | 16 %           | 84 %                  | 0 %   | 68 %  |
| Baseera            | 10-11 mai 2014         | 2 000  | 2 %            | 76 %                  | 22 %  | 74 %  |

### Résultats
| Candidats                | Candidats                | Partis                     | Premier tour | Premier tour |
| Candidats                | Candidats                | Partis                     | Voix         | %            |
| ------------------------ | ------------------------ | -------------------------- | ------------ | ------------ |
|                          | Abdel Fattah al-Sissi    | Indépendant                | 23 780 114   | 96,91        |
|                          | Hamdine Sabahi           | Courant populaire égyptien | 757 511      | 3,09         |
|                          |                          |                            |              |              |
| Votes valides            | Votes valides            | Votes valides              | 24 537 625   | 95,93        |
| Votes blancs et nuls     | Votes blancs et nuls     | Votes blancs et nuls       | 1 040 608    | 4,07         |
| Total                    | Total                    | Total                      | 25 578 233   | 100          |
| Abstention               | Abstention               | Abstention                 | 28 270 657   | 52,50        |
| Inscrits / participation | Inscrits / participation | Inscrits / participation   | 53 848 890   | 47,50        |

## Analyse
Abdel Fattah al-Sissi remporte l’élection avec un score de 96 %, mais le taux de participation est inférieur à 50 %, en forte baisse par rapport à l'élection présidentielle de 2012.
Fait notable, les bulletins nuls se sont révélés plus nombreux que ceux en faveur de Hamdine Sabahi, seul autre candidat autorisé.

## Un déroulement qui prête à polémique

### Contexte du scrutin
Dès la destitution du président Mohamed Morsi, le mouvement des Frères musulmans (dont il était le candidat à l'élection présidentielle de 2012) est listé comme « organisation terroriste » et interdit. S'ensuivent des manifestations violemment réprimées par le pouvoir, et des centaines de condamnations à mort sont prononcées dans des circonstances polémiques contre des sympathisants des Frères musulmans. Ces violences sont dénoncées par l'ONG Human Rights Watch comme étant « l’un des plus importants massacres de manifestants de l’histoire récente ». En réponse, les Frères musulmans, courant politique majeur à l'échelle nationale, appellent à boycotter le scrutin.
Pour Alain Gresh, rédacteur en chef du mensuel Le Monde diplomatique, les grands médias égyptiens relaient une forme de « propagande » et de « désinformation » en faveur du coup d'État militaire et du candidat de l'armée à l'élection présidentielle Abdel Fattah al-Sissi.

### Un scrutin entaché de fraudes
Le scrutin lui-même a été le théâtre d'un grand nombre d'irrégularités plus ou moins graves. À cause du manque d'affluence le premier jour de l'élection, un certain nombre de mesures ont été prises par le pouvoir :
- faire du second jour de l'élection un jour férié ;
- fermer un certain nombre de grands centres commerciaux du pays ;
- demander au secteur privé de laisser les employés aller voter ;
- annoncer que ceux qui ne voteraient pas devraient payer 500 livres égyptiennes d’amende et seraient passibles de poursuites ;
- prononcer la gratuité des transports ;
- prolonger le scrutin d'une journée, en contradiction avec l’article 10 de la loi sur l’élection présidentielle, qui demande la publication à l’avance d’une telle décision au journal officiel[14].

Malgré ces mesures illégales, le taux de participation est finalement inférieur à 50 %.